# Mahyar Monshipour
Mahyar Monshipour (persisch مهیار منشی‌پور; * 21. März 1975 in Bam, Iran) ist ein ehemaliger französischer Boxer im Superbantamgewicht.

## Profi
Er gewann seine ersten 6 Kämpfe, vier davon nach Punkten und zwei durch K. o. Am 4. Juli des Jahres 2003 bezwang er Salim Medjkoune durch klassischen K. o. und wurde dadurch WBA-Weltmeister. Diesen Titel verteidigte er insgesamt fünf Mal und verlor ihn im März 2006 gegen Somsak Sithchatchawal durch T.K.o. in Runde 10.